# Муханино
Муханино — деревня в Смоленском районе Смоленской области России. Входит в состав Талашкинского сельского поселения. Население — 39 жителей (2010 год).
Расположена в западной части области в 14 км к югу от Смоленска, в 9 км западнее автодороги А141 Орёл — Витебск, на берегу реки Мошны. В 15 км северо-восточнее деревни расположена железнодорожная станция Тычинино на линии Смоленск — Рославль.

## История
В годы Великой Отечественной войны деревня была оккупирована гитлеровскими войсками в июле 1941 года, освобождена в сентябре 1943 года.